# Will Clyburn
Pour les articles homonymes, voir Clyburn.
William Dalen « Will » Clyburn, né le 17 mai 1990 à Détroit au Michigan, est un joueur américain de basket-ball évoluant au poste d'ailier et mesurant 1,98 m.

## Biographie
Lors de la saison 2015-2016, il évolue au Hapoël Holon et termine meilleur marqueur du championnat israélien.
Après une très bonne saison 2016-2017 en Euroligue avec le Darüşşafaka Doğuş, Clyburn signe un contrat de deux ans avec le CSKA Moscou.
Lors de la saison 2018-2019, le CSKA remporte l'Euroligue et la Ligue unie VTB. Clyburn est nommé dans le meilleur cinq de l'Euroligue et meilleur joueur du Final Four de l'Euroligue. En juin, le contrat de Clyburn avec le CSKA est prolongé jusqu'au terme de la saison 2021-2022.
Au début de la saison 2019-2020, Clyburn se rompt le ligament croisé antérieur du genou droit et devrait manquer toute la saison.
Après l'invasion de l'Ukraine par la Russie en février 2022, les clubs russes sont exclus des compétitions européennes. Le CSKA Moscou est donc exclu de l'Euroligue mais Clyburn reste au club. En juin 2022, Clyburn rejoint, pour deux saisons, l'Anadolu Efes Spor Kulübü, club turc et champion d'Europe en titre.

## Palmarès
- Champion de Russie et vainqueur de la VTB United League 2018, 2019, 2021 avec le CSKA Moscou
- Vainqueur de l'Euroligue 2018-2019
- Élu dans le deuxième meilleur cinq majeur (All-EuroLeague Second Team) de l'Euroligue 2020-2021

## Famille
Son frère Kris est aussi joueur professionnel de basket-ball.